# Маргрете Скулесдоттер
Маргрете Скулесдоттер (норв. Margrét Skúladóttir; 1210, Рисса, Сёр-Трёнделаг — 1270, Монастырь Рейн, Сёр-Трёнделаг) — королева Норвегии с 1225 по 1263 год, жена Хакона IV.

## Биография
Маргрете была дочерью ярла Скуле Бордсона и Рагнфриды Йонсдоттер. Брак был попыткой примирить её отца с королем Хаконом IV. Основная причина заключалась в том, чтобы не допустить, чтобы её отец вновь заявил права на трон, от чего он отказался после избрания Хакона в 1217 году. Обручение была отпраздновано в королевской резиденции в Бергене в 1219 году, а свадьба состоялась там же 25 мая 1225 года.
Тем не менее в 1239 году конфликт между её отцом и мужем вылился в открытую войну, когда Скуле сам провозгласил себя королём в Нидаросе. Восстание закончилось в 1240 году, когда Скуле был предан смерти. Согласно саге о Хаконе, Маргрете заплакала, когда ей сообщили о восстании её отца и оплакивали его после его гибели. Неясно, разрешил ли её муж получить от отца наследство, так как его собственность была конфискована после восстания. Известно, что Маргрете попросила Папу Римского взять под свой контроль некоторые поместья, которые Хакон предоставил Маргрете после своей коронации в 1247 году. Возможно, эти поместья ранее принадлежали её отцу и предназначались ей в наследство.
Информации о личности королевы Маргрете немного; по всей видимости она не участвовала в политике. Она сопровождала своего супруга в путешествии по стране и играла активную роль королевы. В 1238 и 1240 годах она получила в подарок от короля Англии Генриха III красные ткани, а также, вероятно, английский иллюстрированный псалтырь, который был обнаружен в Норвегии и соответствует XIII веку. Маргрете проявляла особый интерес к Ставангеру. Она была замешана в конфликте с епископом Ставангра, который был разрешён кардиналом Вильгельмом Моденским, предоставившем ей права на покровительство трёх часовен в Ставангере.
Она стала вдовой в 1263 году. Осенью 1264 года она сопровождала своего сына Магнуса во время посещения аббатства Рисса в Трёнделаге, который был основан её отцом, и где она, вероятно, провела последние годы, начиная с 1267 года.

## Дети
25 мая 1225 года Маргрете Скулесдоттер вышла замуж за Хакона IV (1204—1263). Их дети:
- Олав (род. 1226), умер в младенчестве
- Хакон Молодой (1232—1257), соправитель отца и король Норвегии (1240—1257), был женат на Рикице Биргерсдоттир (ок. 1237—1288), дочери шведского ярла Биргера Магнуссона
- Кристина (1234—1262), жена с 1258 года инфанта Филиппа Кастильского (1231—1274), брата короля Альфонсо X
- Магнус VI Лагабете (1238—1280), соправитель отца и король (1257—1263), единоличный король Норвегии (1263—1280). Был с 1261 года женат на Ингеборге Датской.